# The Fappers
The Fappers je slovenska glasbena skupina, ki je nastala leta 2007 v Ljubljani. Znani so po uspešnicah Razbijmo laži, Letimo, Konec balad, Ludi Luka in Edina. Med drugim so posneli tudi naslovno skladbo za film Gremo mi po svoje 2.